# Billy Gilman (альбом)
Billy Gilman — альбом исполнителя музыки в стиле кантри Билли Гилмана, вышедший в 2006 году. На сегодняшний день, является самым последним альбомом певца. На диске можно услышать голос Pam Tillis.

## Список композиций
1. «Billy The Kid»
2. «Southern Star»
3. «Let Me Remind You Again»
4. «Gonna' Find Love»
5. «Designated Driver»
6. «Clueless»
7. «Easy for you»
8. «Almost Over (Gettin' Over You)»
9. «If You Could See Yourself In My Eyes»
10. «I Will»
11. «Young Love»
12. «We Go On»

Бонус-треки (если CD приобретён в американской торговой сети Wal-Mart):
- «Moonlight Memories of You»
- «The One You Left Behind»

## Позиции в чартах
| Чарт (2006)                       | Наивысшая позиция |
| --------------------------------- | ----------------- |
| U.S. Billboard Top Country Albums | 55                |
| U.S. Billboard Independent Albums | 29                |